# Ecnomus ugandanus
Ecnomus ugandanus är en nattsländeart som beskrevs av Douglas E. Kimmins 1957. Ecnomus ugandanus ingår i släktet Ecnomus och familjen trattnattsländor. Inga underarter finns listade i Catalogue of Life.